# Антоан Дюпра
Антоан Дюпра (на френски: Antoine Duprat) (17 януари 1463 – 9 юли 1535) е френски кардинал и канцлер от епохата на Франсоа І. Роден е в Исоар, централна Франция. Учи право и от 1507 г. е председател на Парижкия парламент. Когато през 1515 г. Франсоа І заема престола, Дюпра заема поста канцлер, което е най-високият управленски пост след този на владетеля и е равен на по-късния пост пръв министър. След като съпругата му умира през 1517 г., започва неговият възход в католическата църква – става епископ, после и архиепископ (1525), а две години по-късно – кардинал. През 1530 г. е посочен и за папски легат – голямо признание за ролята му в църквата.
Дюпра е ключова фигура в борбата за налагане на кралския абсолютизъм. Габриел Аното в книгата си Recueil des instructions го описва като „един от най-значимите мъже на Франция, втори след Ришельо по степента на влияние, което има върху съдбините на страната“. Той е първият премиер, който се опитва да ограничи свободата на големите сеньори. Възнамерява да създаде такава данъчна система, която да осигурява достатъчно приходи на короната. През 1516 г. именно той договаря с папата Болонския конкордат, с който част от доходите от църковните земи не отиват към Рим, а към Париж.
Дюпра е непреклонен към появилото се по това време протестантство – от една страна поради религиозните си чувства, от друга понеже усеща, че то може да се превърне в заплаха за родината му. Той прави всичко възможно да ограничи навлизането му сред приближените на краля и инструктира Сорбоната да избягва разглеждането на протестантски трудове. През 1534 г. по негово нареждане са екзекутирани няколко души, разлепили подобни брошури по вратите на двореца.